# ФК Љуботен
ФК Љуботен је фудбалски клуб из Тетова у Северној Македонији, који се тренутно такмичи у  Трећој лиги Македоније.
Клуб је основан 1919. године и то је најстарији фудбалски клуб у Северној Македонији. Своје утакмице игра на Градском стадиону у Тетову. Клупска боја је плава.